# Église Saint-Leu-et-Saint-Gilles du Tremblay-sur-Mauldre
Pour les articles homonymes, voir Église Saint-Leu-Saint-Gilles.
L'église Saint-Leu-Saint-Gilles est située dans la commune du Tremblay-sur-Mauldre dans les Yvelines.

## Histoire
Une première église fut édifiée à cet endroit au XIIIe siècle, et fut dédiée à saint Leu et à saint Gilles. Au XVIIe siècle, endommagé après un orage, le clocher dut être reconstruit. L'édifice reçut des transformations majeures, en plusieurs étapes, au XIXe siècle. L'année 1859 vit la refection du chœur, tandis qu'en 1870, une chapelle latérale lui fut adjointe et sa nef agrandie.
Les anciens vitraux furent restauré en 1992, et de nouveaux furent ajoutés en 2005, œuvres du peintre et maître-verrier Jacques Loire.